# 이아마미후아미
이아마미후아미(iamamiwhoami)는 스웨덴의 전자 음악 프로젝트 그룹이다. 싱어송라이터 조나 리와 음악 프로듀서 클라에스 뵤르크룬트가 결성했다.